# Namea salanitri
Namea salanitri är en spindelart som beskrevs av Raven 1984. Namea salanitri ingår i släktet Namea och familjen Nemesiidae. Inga underarter finns listade i Catalogue of Life.